# Jean Marie Loret
Jean Marie Loret (1918 - 1985) a fost un francez despre care există opinii că ar fi fost fiul ilegitim al lui Adolf Hitler. Conform acestor opinii, în perioada în care a servit în armata germană care ocupa Franța, în primul război mondial, Adolf Hitler ar fi avut o afacere amoroasă cu o minoră de 16 ani, Charlotte Lobjoie, din care s-a născut Jean Marie Loret. , ,.